# Acrolophitus pulchellus
Acrolophitus pulchellus е вид насекомо от семейство Acrididae. Видът е световно застрашен, със статут Уязвим.

## Разпространение
Разпространен е в САЩ.